# Goveđari
Goveđari falu Horvátországban, Dubrovnik-Neretva megyében. Közigazgatásilag Mljethez tartozik.

## Fekvése
Dubrovnik városától légvonalban 61 km-re északnyugatra, községközpontjától légvonalban 16, közúton 20 km-re nyugatra, a Mljet szigetének nyugati részén, Mljeti Nemzeti Park területén fekszik. A nemzeti park egyetlen olyan települése, amely nem a tengerparton fekszik, egyben a sziget nyugati részének központi települése. Itt működik a nemzeti park igazgatósága, van postája és plébániája. 

## Története
Goveđari területén már az ókorban éltek emberek. Az itt élt első ismert nép az illírek voltak, akik magaslatokon épített erődített településeken éltek és kövekből rakott halomsírokba temetkeztek. Ilyen települések maradványai találhatók a Gornji és Donji Gradac, Sladin Gradac és Mali Gradac, valamint a Velika jezera feletti Veliki Gradac nevű magaslatokon a település határában is. Az illírek i. e. 35-ig uralták a térséget, amikor Octavianus hadai végső győzelmet arattak felettük. 
A 12. század közepén a raškai uralkodók terjesztették ki uralmukat a szigetre, mely a zahumljei herceg fennhatósága alá került. Az akkori herceg Deša 1151-ben a szigetet a pulsanói bencéseknek adományozta. Először csak három szerzetes érkezett ide Pulsanóból, akik a Sutmiholji mezőn telepedtek meg. A sziget addigi lakatlan nyugati részén a Veliko Jezero tóban fekvő kis a Sveta Marija-szigeten 1177-ben kezdtek hozzá kolostoruk és templomuk építéséhez, melyet idővel erődített kolostorrá építettek ki. A kolostorban főként gazdag raguzai nemesi családok fiai laktak. Fontosságára jellemző, hogy a 16. század elejétől itt alakult meg a bencés kolostorok első kongregációja. A kolostor központja volt a korabeli írásbeliségnek és tudományos életnek, ahol a raguzai kulturális élet kiválóságai alkottak. A szerzetesek a sziget uraiként hűbérúri jogokat is gyakoroltak. 
A Mljet-sziget kolostoron kívüli nyugati része a 18. század végéig lényegében lakatlan volt., a bencések a 18. század végéig megakadályozták állandó lakosság letelepedését. A kolostor minden évben hat földművest és hat pásztort jelölt ki, akik az adott évben a sziget nyugati részén éltek, de a végleges letelepedést megtiltották. Ez az állapot 1793-ig tartott, amikor a bencések hozzájárultak a Milić család (a Nikola és Petar nevű testvérpár) babino poljei földművesek, slanói bevándorlók és a babino poljei Vincenc Stražinić-Bast itteni letelepedéséhez. Ők a kolostor számára tartott szarvasmarhákat őriztek ezen a területen. A keletkező falu is e marhapásztorokról (goveđari = marhapásztorok) kapta a nevét. Később a lakosság a Hajdić, Stažičić, Sršen és Matana családokkal bővült. 
1806-ban Dalmáciával együtt a Raguzai Köztársaságot legyőző franciák uralma alá került, de Napóleon bukása után 1815-ben a berlini kongresszus Dalmáciával együtt a Habsburgoknak ítélte. A francia uralom idején a kolostor elnéptelenedett, javai megoszlottak a község és az újraalapított raguzai piarista líceum között. A piaristák 1854-ig maradtak a kolostor falai között. Utódaik a jezsuiták lettek, akik 14 évig maradtak a szigeten, utána a kolostor állami tulajdon lett. A településnek 1857-ben 118, 1910-ben 240 lakosa volt. 1918-ban az új szerb-horvát-szlovén állam, majd később Jugoszlávia része lett. 1923-ban a kolostort az uralkodói család nyári rezidenciájává alakították át, majd 1940-ben újra egyházi tulajdonba került. 1949-ben a kommunista hatóságok államosították. 1960-ban a nemzeti park tulajdona lett, amely Hotel Melita néven szállodát nyitott benne és 30 évig működtette. 1998. július 5-én a kolostort visszakapta az egyház és 2006-ban visszatérhettek a bencés szerzetesek. A település 1991-től a független Horvátországhoz tartozik. 2011-ben 151 lakosa volt. A lakosság főleg mezőgazdasággal és állattartással, kisebb mértékben turizmussal foglalkozott.

## Népesség

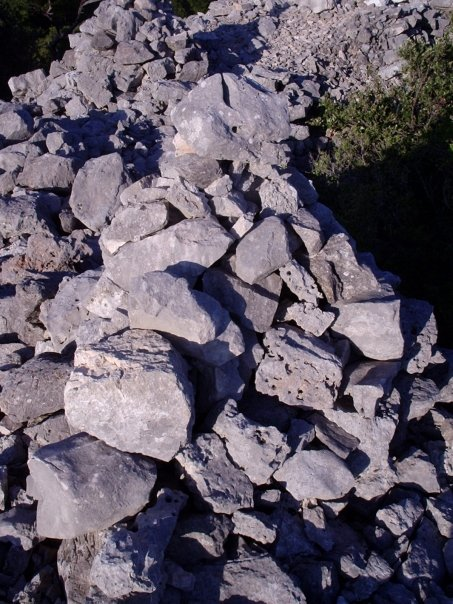
Illír erődített település maradványai a Veliki Gradacon

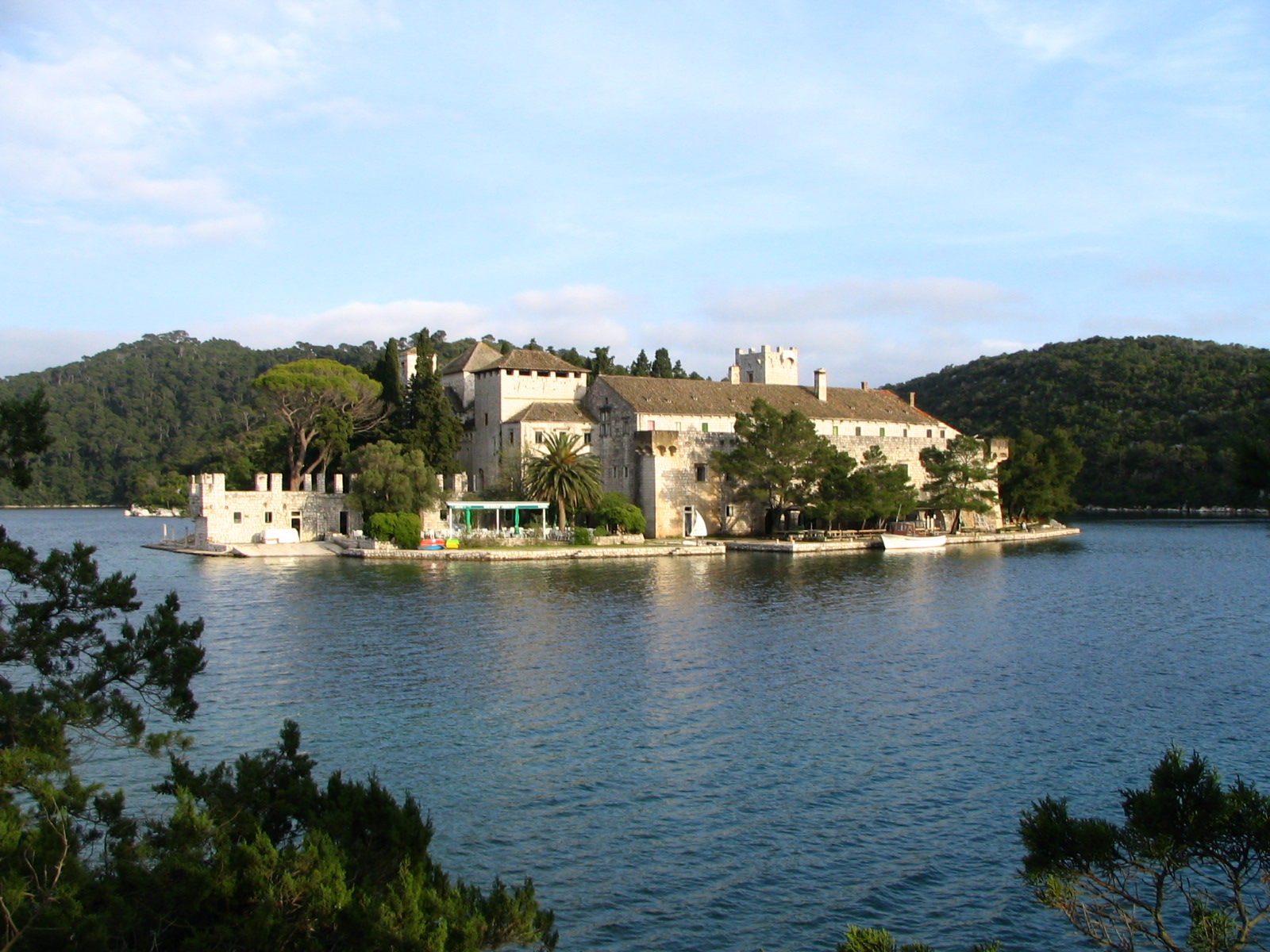
A Szűz Mária kolostor látképe

| Lakosság változása | Lakosság változása | Lakosság változása | Lakosság változása | Lakosság változása | Lakosság változása | Lakosság változása | Lakosság változása | Lakosság változása | Lakosság változása | Lakosság változása | Lakosság változása | Lakosság változása | Lakosság változása | Lakosság változása | Lakosság változása |
| ------------------ | ------------------ | ------------------ | ------------------ | ------------------ | ------------------ | ------------------ | ------------------ | ------------------ | ------------------ | ------------------ | ------------------ | ------------------ | ------------------ | ------------------ | ------------------ |
| 1857               | 1869               | 1880               | 1890               | 1900               | 1910               | 1921               | 1931               | 1948               | 1953               | 1961               | 1971               | 1981               | 1991               | 2001               | 2011               |
| 118                | 163                | 128                | 179                | 169                | 240                | 317                | 348                | 274                | 283                | 286                | 238                | 182                | 179                | 165                | 151                |

## Nevezetességei
- Ókori illír erődített települések maradványai a Gornji és Donji Gradac, Sladin Gradac és Mali Gradac, valamint a Velika jezera feletti Veliki Gradac nevű magaslatokon.

- A kis Sveta Marija-szigeten álló Nagyboldogasszony templom[4] a 12. század végén épült román stílusban. Egyhajós épület volt előtérrel, félköríves apszissal, elliptikus kupolával és harangtoronnyal. Később az északi és a déli oldalon barokk kápolnákkal bővítették, így kereszt alaprajzú lett. A nyugati oldalon reneszánsz loggiát és védőtornyot építettek hozzá, melyen a Gundulić család 15. századi címere látható. A templomot 1423-ban szentelték fel. A barokk nagyoltárt 1772-ben építették. Az északi mellékoltár felirata szerint ide temették el Kotromanić István Tamás bosnyák király fiát. A hagyomány úgy tartja, hogy Katalin királyné Rómába igyekezett, mert a török fenyegette az országot és eközben egy ideig Mljet szigetén időzött. Fia itt betegedett meg és meghalt, majd itt a templomban temették el. Amikor 1960-ban a kolostort szállodává építették át a templomot is megpróbálták eredeti formájában helyreállítani. Falairól eltávolították a későbbi rétegeket és a barokk oltárt is elvitték. A templomot ma már csak alkalmanként és Nagyboldogasszony ünnepén használják.

## Gazdaság
A település a rendkívül termékeny Pomjent mező mellett jött létre, így a lakosság megélhetése kezdetben a mezőgazdaságon alapult. A tengertől való távolság miatt a halászat sohasem töltött itt be jelentős szerepet és a helyi turizmus is csak olyan szinten érintette, hogy az ezzel foglalkozó lakosság a nyári szezonban a tengerparti településekre költözött át. 

## Oktatás
Goveđari a sziget központját képező Babino Polje mellett az egyetlen település a szigeten, melynek alapiskolája van. Az iskola 1912-ben nyílt meg. A tanulók kis számára való tekintettel az iskola ma már csak három osztállyal működik, a felsőbb osztályokba járó gyermekek Babino Poljéra járnak iskolába.